# 삼순스포르

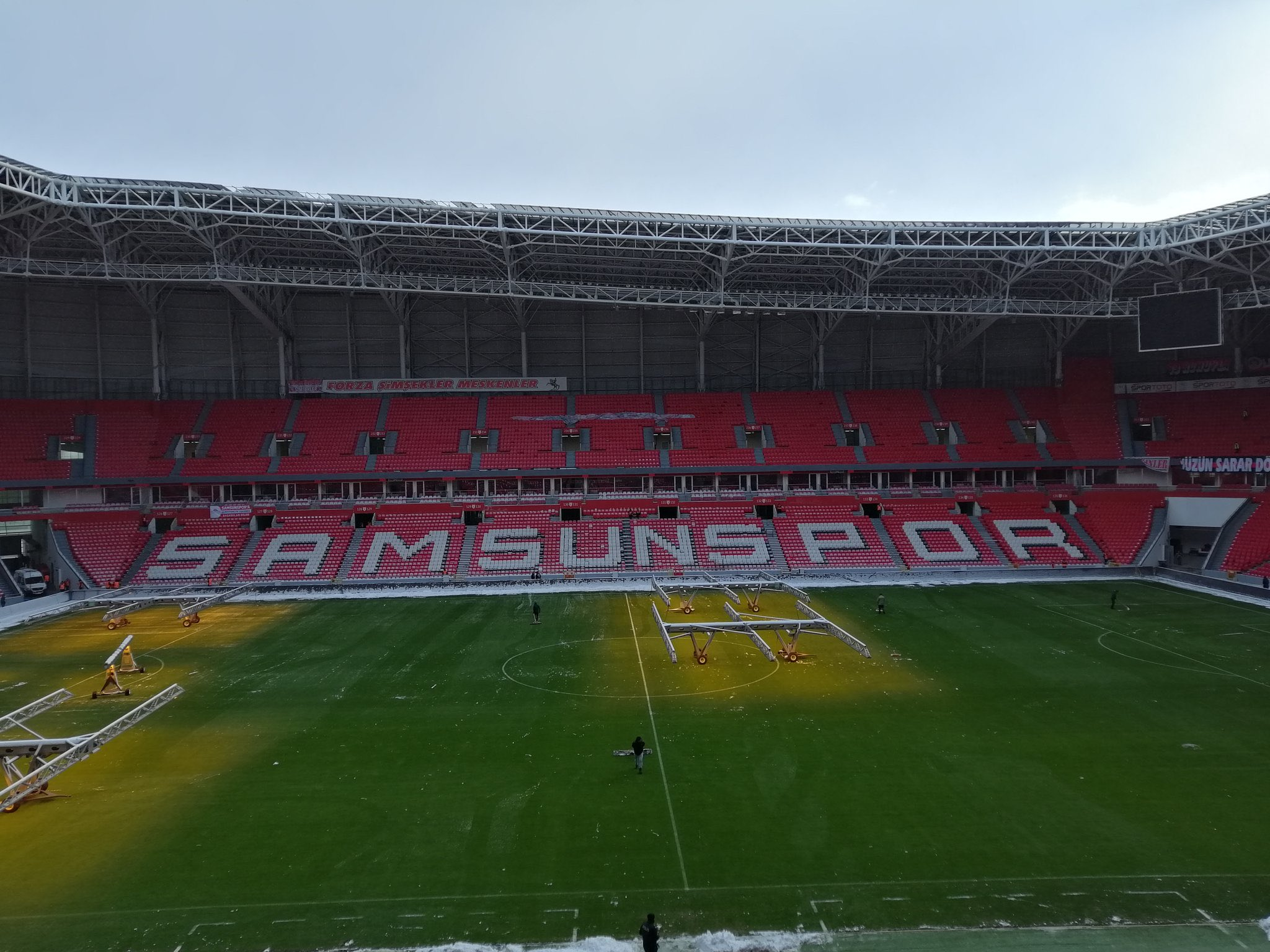

삼순스포르(Samsunspor)는 튀르키예 삼순 주 삼순을 연고지로 한 축구 클럽으로 1965년에 19 마이으스 아큰스포르 페네르 겐칠리크 삼순스포르 삼순스포르 갈라타사라이 등 5개의 클럽이 합병되며 창단 되었다.

## 역대 성적
- TFF 1. 리그
  - 준우승 (2): 1968–69, 2010–11
- 발칸 컵
  - 우승 (1): 1993–94

## 선수 명단

### 현역
참고: FIFA 자격 규정에 따라 소속된 국가대표팀 국기를 표시합니다. 선수는 복수의 FIFA 비회원국 국적을 가지고 있을 수 있습니다.
| 번호 | 포지션 | 국적   | 이름                |
| ---- | ------ | ------ | ------------------- |
| 9    | FW     | 차드   | 마리우스 무안딜마지 |
| 10   | MF     | 카메룬 | 올리비에 은참       |

| 번호 | 포지션 | 국적 | 이름 |
| ---- | ------ | ---- | ---- |

## 역대 감독
| 감독                  | 임기        |
| --------------------- | ----------- |
| 호르스트 흐루베슈     | 1997        |
| 블라디미르 페트코비치 | 2011 ~ 2012 |